# Bodypainting

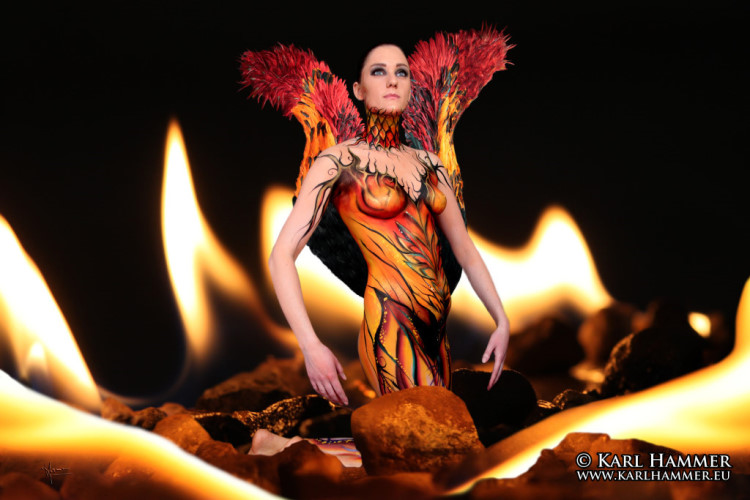
Phoenix Rising. Lichaamsdekkende bodypaint.

Bodypainting ('lichaamsbeschildering') is het verven van het lichaam ter versiering. Er bestaan vele stijlen en technieken maar in essentie komt het erop neer het lichaam en zijn vormen te gebruiken als ondergrond voor een schilderij, om de vormen door licht en schaduw andere dimensies te geven, of het lichaam weg te werken in een achtergrond, of als dier te 'vermommen'.
Soms wordt bodypainting gebruikt als een vervanging voor, of tijdelijke vorm van tatoeage. Bodypainting kan gebeuren op gedeelten, of op het hele lichaam. Wordt enkel het hoofd beschilderd, dan spreken we van facepainting of schminken, wat populair is bij kinderen op kinderfeesten, braderieën e.d.
Bodypainting bestaat al sinds de oudheid. Primitieve stammen versierden van oudsher hun lichaam met verf, bijvoorbeeld om rituele dansen uit te voeren, om gunsten van hun goden te verzoeken of huwelijken te sluiten.
Bodypainting is ook wel eens te zien op modeshows.

## Corpsepainting
In de lifestyle van sommige metalartiesten en -fans is bodypaint een cosmeticaverschijnsel onder de noemer corpsepaint. Dit is ook het geval bij de (metal)gothics die zich gehuld in het zwart kleden en zich een doodsgelaat aanmeten. Zo wordt bijvoorbeeld ook het gezicht van de artiest Marilyn Manson bij optredens en media-aandacht een lugubere aanblik aangemeten. Bij het publiek vindt dit navolging.

## Galerij

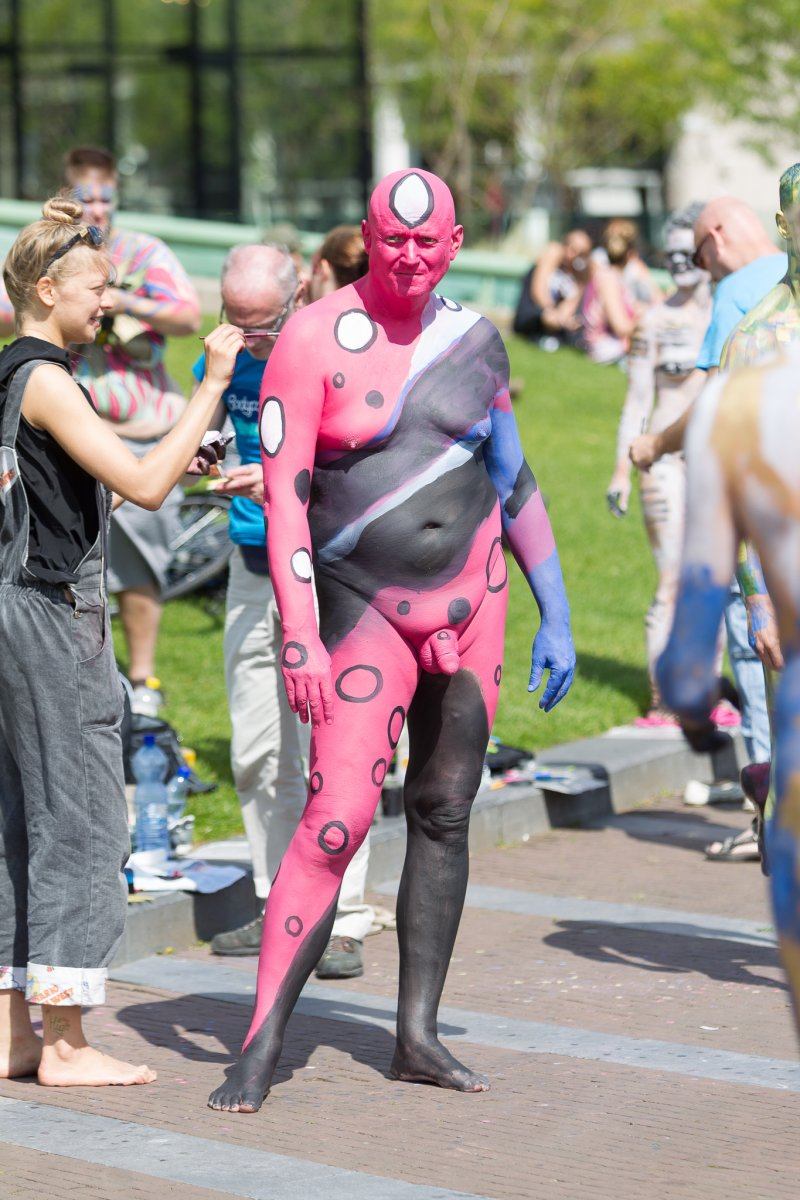
Amsterdam 2016
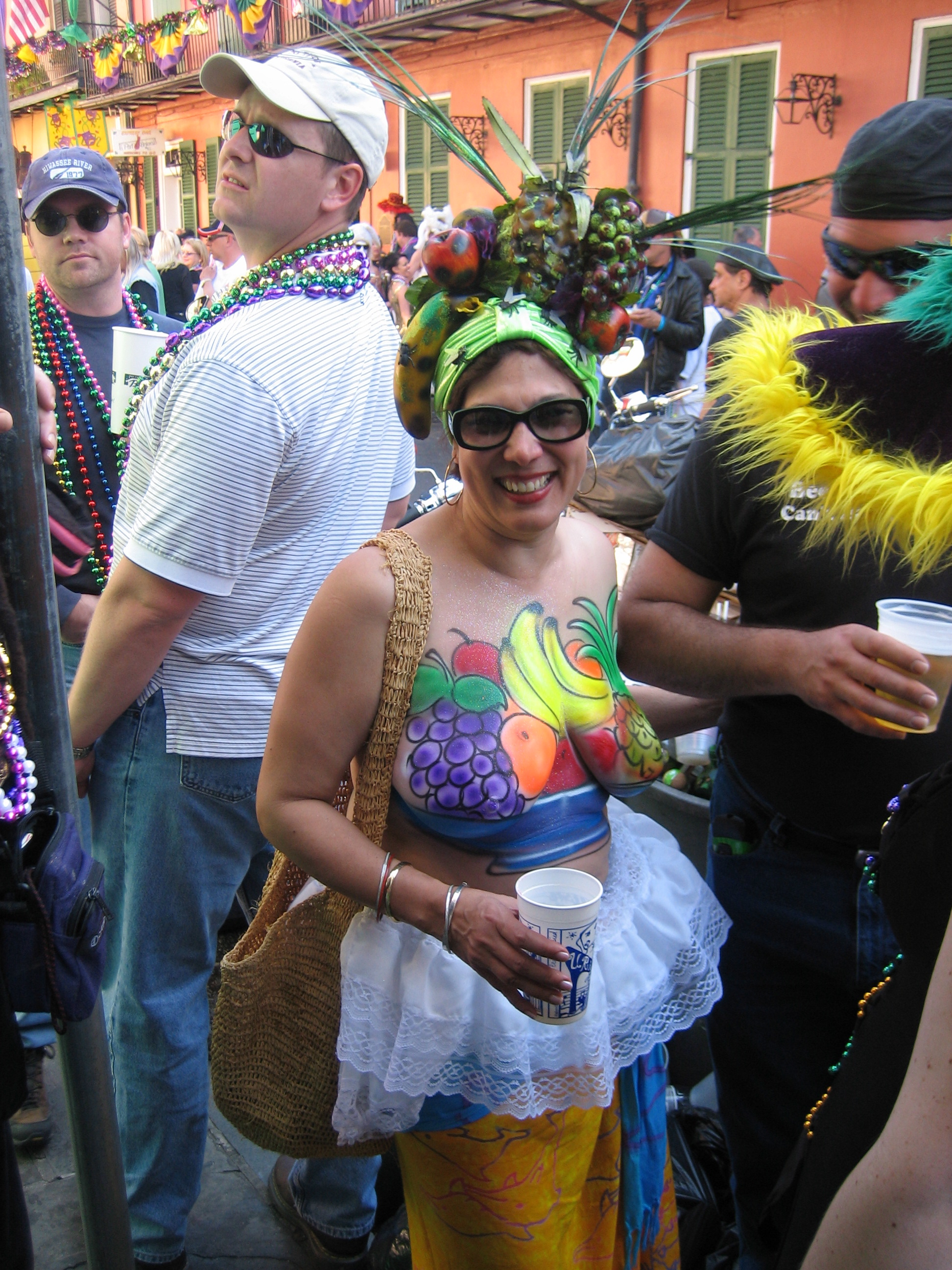
Fruitschaal
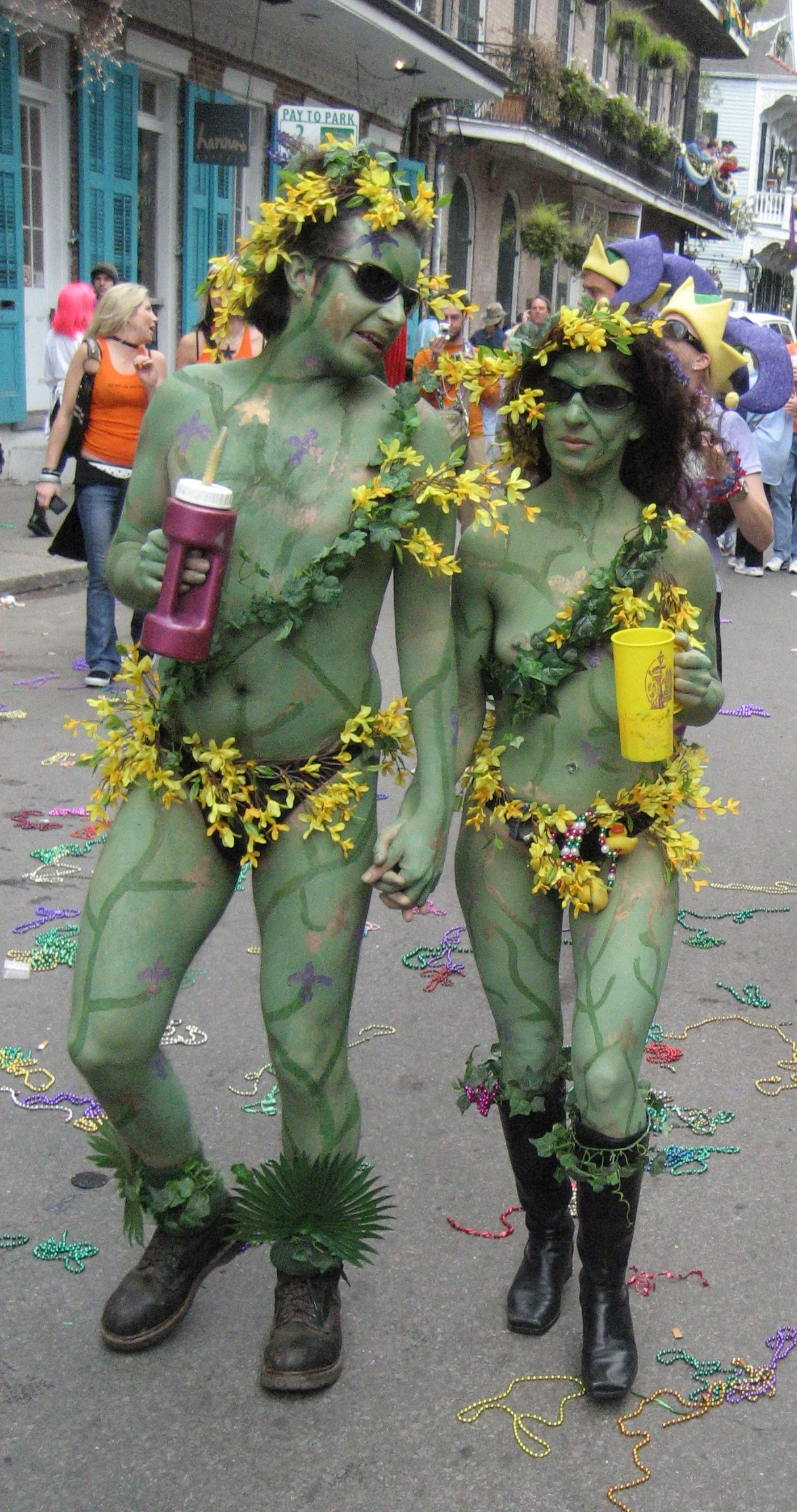
Groen stelletje
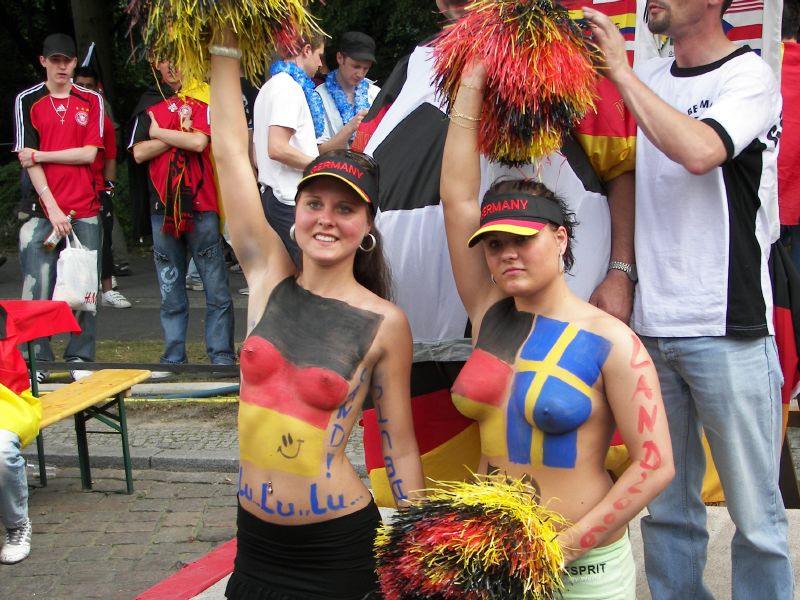
Voetbalfans
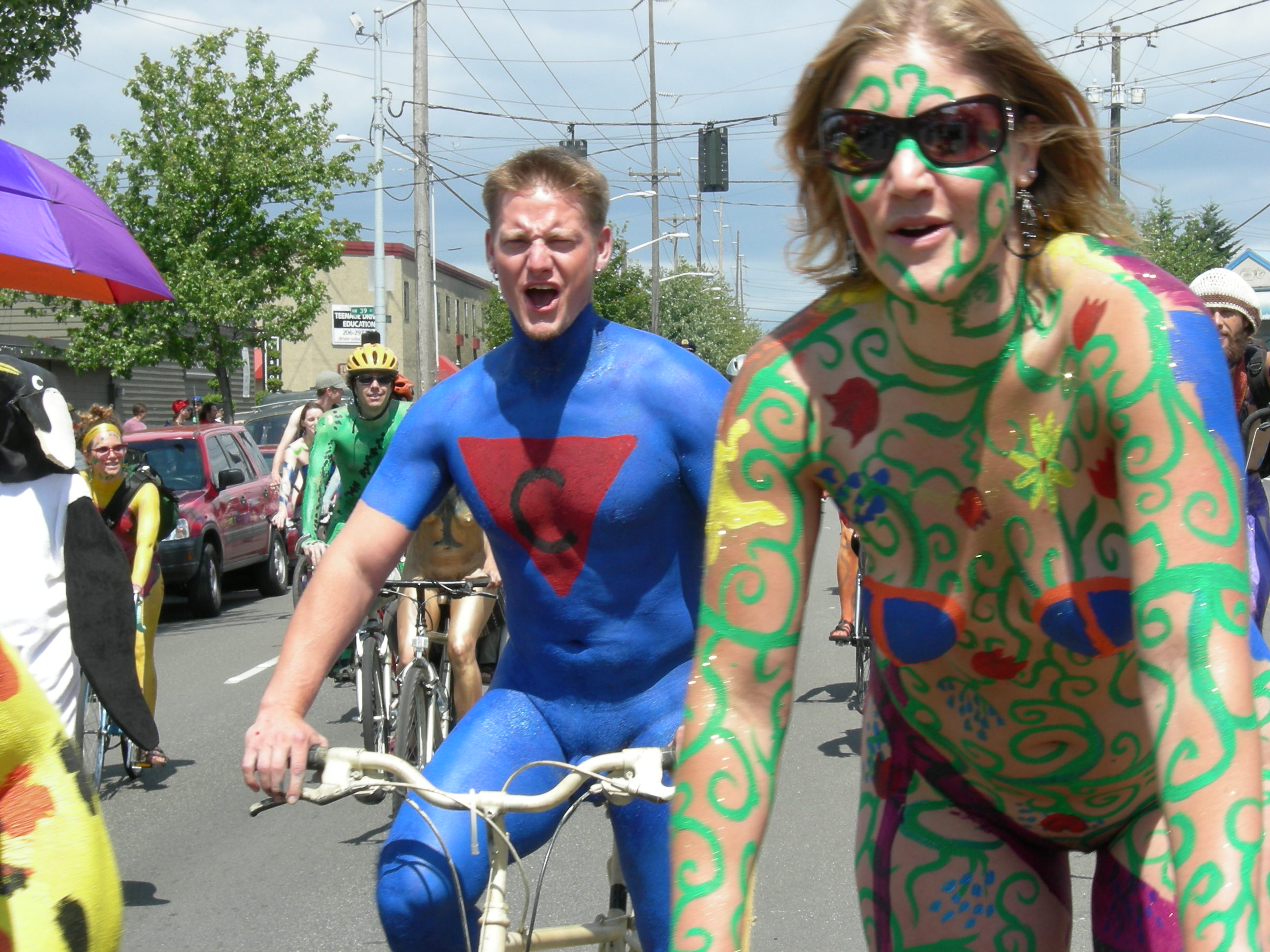
Superman
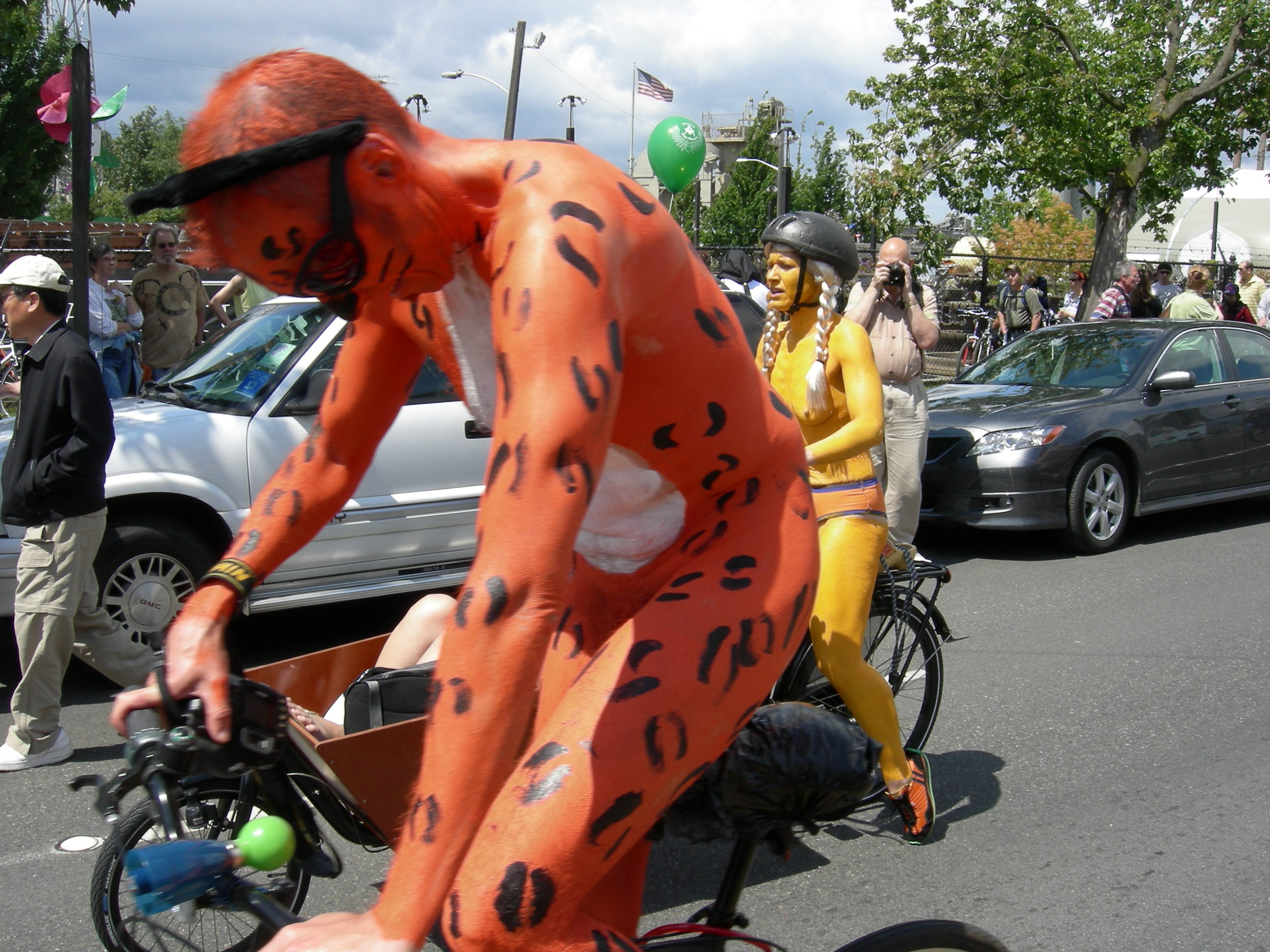
Tijger
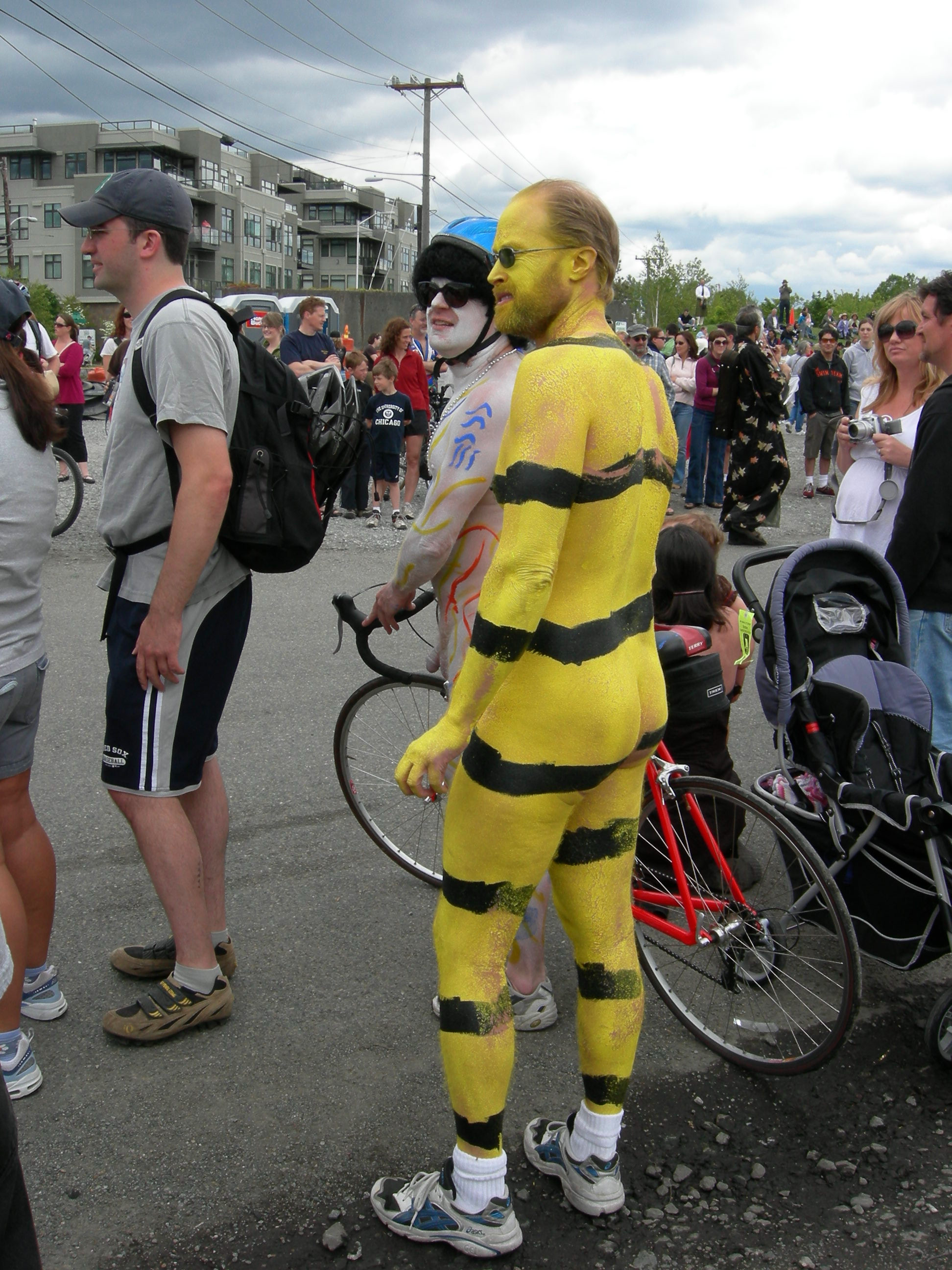
Bij
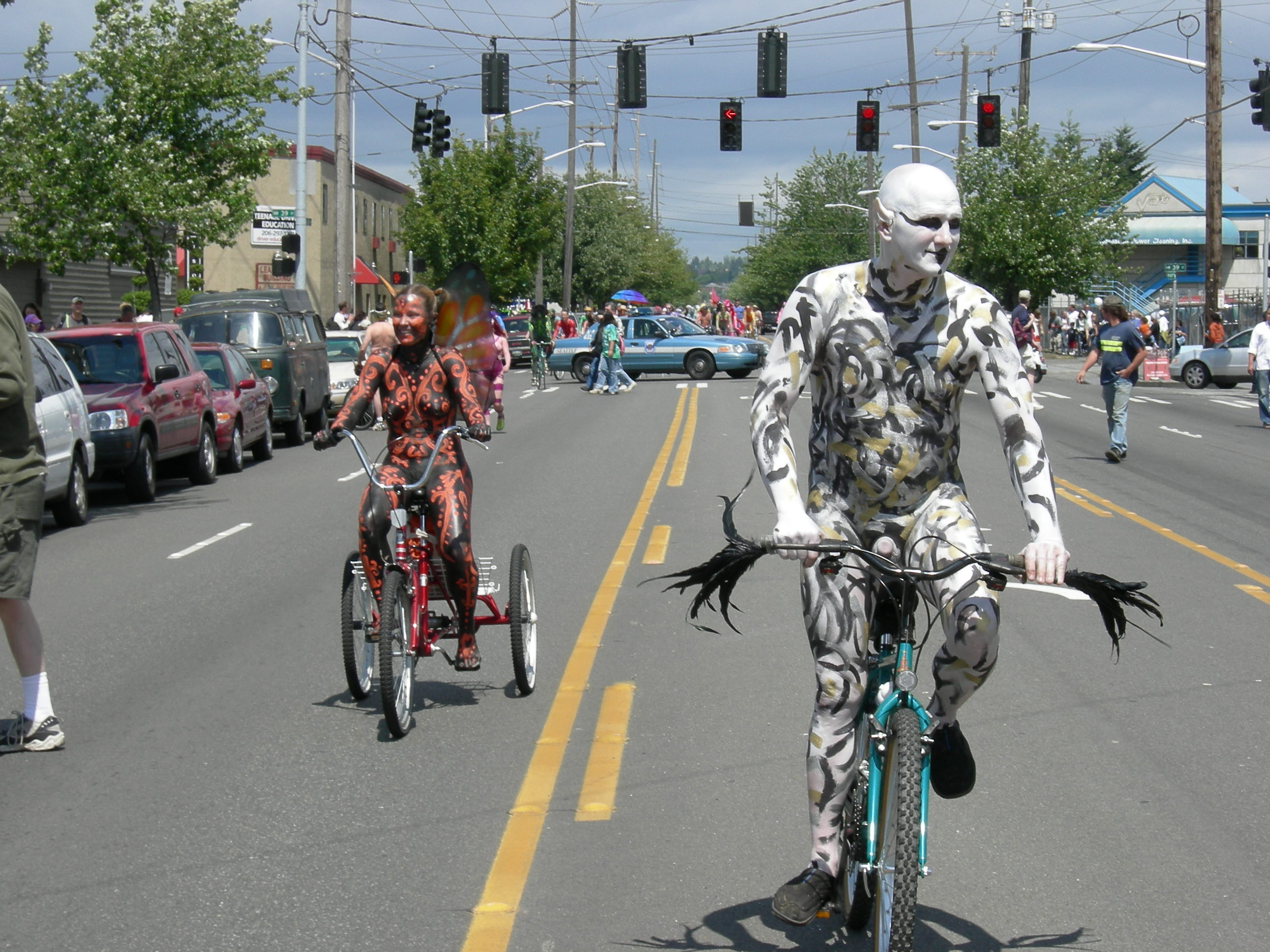
Alien